# Atletica leggera ai Giochi della XIX Olimpiade - 200 metri piani maschili

Video della Finale (film ufficiale dei Giochi)

I 200 metri piani hanno fatto parte del programma maschile di atletica leggera ai Giochi della XIX Olimpiade. La competizione si è svolta nei giorni 15-16 ottobre 1968 allo Stadio Olimpico Universitario di Città del Messico.

## L'eccellenza mondiale
| Campione olimpico 1964   | 20"3      | Henry Carr    | Rit. 1964 |
| Primatista mondiale      | 20"0 1966 | Tommie Smith  | Presente  |
| Campione europeo 1966    | 20"9      | Roger Bambuck | Presente  |
| Vincitore dei Trials USA | 19"7      | John Carlos   | Presente  |

1. ↑  Alle selezioni americane John Carlos corre in finale in uno sbalorditivo 19"7. L'atleta però ha indossato un paio di scarpe con 68 piccolissimi chiodi, per cui la sua prestazione da record non viene omologata.

## La gara
In batteria stupisce l'australiano Peter Norman (personale di 20"5) che batte il record dei Giochi in 20"2. Tutti i migliori passano i Quarti.
Gli americani vengono fuori in semifinale: Tommie Smith e John Carlos duellano a distanza correndo entrambi in 20"1, nuovo record olimpico. È il preludio ad una grande finale. Carlos parte benissimo ed è nettamente primo dopo la curva. Smith, che ha distribuito meglio lo sforzo, recupera l'avversario e lo sopravanza ai 180 metri. Percorre gli ultimi 10 metri a braccia alzate in segno di vittoria. Nonostante ciò segna un nuovo record del mondo: il suo è il primo -20" della storia. Intanto Carlos è stato ripreso anche da Norman che, solo sesto ai 100 metri, ha rimontato fino alla seconda piazza.
Il campione europeo Roger Bambuck si piazza al quinto posto.
Alla cerimonia di premiazione Tommie Smith e John Carlos salgono sul podio a piedi nudi ed abbassano il capo sollevando il pugno chiuso in un guanto nero al momento dell'esecuzione dell'inno nazionale. Il CIO emetterà una nota di protesta in seguito alla quale il Comitato Olimpico statunitense deciderà di espellere i due atleti dal villaggio olimpico.
Dopo le Olimpiadi Smith lascerà l'attività agonistica.

## Risultati

### Turni eliminatori
| 7 Batterie         | 15 ottobre | 50 iscritti   | Si qualificano i primi 4 + i 4 migliori tempi. |
| 4 Quarti di finale | 15 ottobre | 8 + 8 + 8 + 8 | Si qualificano i primi 4.                      |
| 2 Semifinali       | 16 ottobre | 8 + 8         | Si qualificano i primi 4.                      |
| Finale             | 16 ottobre | 8 concorrenti |                                                |

### Batterie
| Pos. | Atleta                   | Nazione          | Tempo ufficiale | Tempo elettrico | Nota |
| ---- | ------------------------ | ---------------- | --------------- | --------------- | ---- |
| 1    | John Carlos              | Stati Uniti      | 20"5            | 20"54           | Q    |
| 2    | Andrés Calonge           | Argentina        | 20"8            | 20"81           | Q    |
| 3    | Manikavasagam Jegathesan | Malaysia         | 20"9            | 20"92           | Q    |
| 4    | Livio Berruti            | Italia           | 21"0            | 21"06           | Q    |
| 5    | Valentin Maslakov        | Unione Sovietica | 21"0            | 21"07           | q    |
| 6    | Norman Chihota           | Tanzania         | 21"2            | 21"28           |      |
| 7    | Canagasabai Kunalan      | Singapore        | 21"3            | 21"39           |      |
| 8    | Hadley Hinds             | Barbados         | 22"3            | 22"35           |      |

| Pos. | Atleta           | Nazione           | Tempo ufficiale | Tempo elettrico | Nota  |
| ---- | ---------------- | ----------------- | --------------- | --------------- | ----- |
| 1    | Tommie Smith     | Stati Uniti       | 20"3            | 20"37           | [ 2 ] |
| 2    | Charles Asati    | Kenya             | 20"6            | 20"66           | Q     |
| 3    | Jochen Eigenherr | Germania Ovest    | 20"6            | 20"69           | Q     |
| 4    | Edwin Roberts    | Trinidad e Tobago | 20"6            | 20"69           | Q     |
| 5    | David Ejoke      | Nigeria           | 21"0            | 21"09           | q     |
| 6    | Edwin Johnson    | Bahamas           | 21"2            | 21"22           | q     |
| 7    | Kun Min-Mu       | Taiwan            | 22"4            | 22"44           |       |

| Pos. | Atleta                     | Nazione     | Tempo ufficiale | Tempo elettrico | Nota |
| ---- | -------------------------- | ----------- | --------------- | --------------- | ---- |
| 1    | Larry Questad              | Stati Uniti | 20"7            | 20"75           | Q    |
| 2    | Julius Sang                | Kenya       | 20"8            | 20"90           | Q    |
| 3    | Edward Romanowski          | Polonia     | 20"9            | 20"95           | Q    |
| 4    | Miguel Angel González      | Messico     | 21"3            | 21"31           | Q    |
| 5    | Jean-Louis Ravelomanantsoa | Madagascar  | 21"5            | 21"53           |      |
| 6    | Norris Stubbs              | Bahamas     | 21"6            | 21"64           |      |
| 7    | Morgan Gesmalla            | Sudan       | 22"6            | 22"70           |      |

| Pos. | Atleta            | Nazione           | Tempo ufficiale | Tempo elettrico | Nota |
| ---- | ----------------- | ----------------- | --------------- | --------------- | ---- |
| 1    | Mike Fray         | Giamaica          | 20"6            | 20"62           | Q    |
| 2    | Winston Short     | Trinidad e Tobago | 20"9            | 21"00           | Q    |
| 3    | Hansruedi Wiedmer | Svizzera          | 21"0            | 21"06           | Q    |
| 4    | Bernard Nottage   | Bahamas           | 21"3            | 21"31           | Q    |
| 5    | Philippe Housiaux | Belgio            | 21"4            | 21"41           |      |
| 6    | Porfirio Veras    | Rep. Dominicana   | 21"5            | 21"53           |      |
| 7    | Juan Argüello     | Nicaragua         | 22,7            | 22"80           |      |

| Pos. | Atleta           | Nazione             | Tempo ufficiale | Tempo elettrico | Nota |
| ---- | ---------------- | ------------------- | --------------- | --------------- | ---- |
| 1    | Iván Moreno      | Cile                | 20"9            | 20"93           | Q    |
| 2    | Jacques Carette  | Francia             | 20"9            | 20"97           | Q    |
| 3    | James Addy       | Ghana               | 20"9            | 21"00           | Q    |
| 4    | Fernando Acevedo | Perù                | 21"0            | 21"02           | Q    |
| 5    | Harry Jerome     | Canada              | 21"2            | 21"22           | q    |
| 6    | William Dralu    | Uganda              | 21"3            | 21"38           |      |
| 7    | Colin Thurton    | Honduras Britannico | 22"1            | 22"14           |      |

| Pos. | Atleta                | Nazione         | Tempo ufficiale | Tempo elettrico | Nota            |
| ---- | --------------------- | --------------- | --------------- | --------------- | --------------- |
| 1    | Peter Norman          | Australia       | 20"2            | 20"23           | Record olimpico |
| 2    | Roger Bambuck         | Francia         | 20"5            | 20"61           | Q               |
| 3    | Dick Steane           | Gran Bretagna   | 20"6            | 20"66           | Q               |
| 4    | Rajalingam Gunaratnam | Malaysia        | 21"5            | 21"58           | Q               |
| 5    | Alberto Torres        | Rep. Dominicana | 21"9            | 21"99           |                 |
| 6    | José Astacio          | El Salvador     | 23"1            | 23"13           |                 |
| -    | Juan Franceschi       | Porto Rico      |                 |                 | Rit.            |

| Pos. | Atleta             | Nazione                 | Tempo ufficiale | Tempo elettrico | Nota |
| ---- | ------------------ | ----------------------- | --------------- | --------------- | ---- |
| 1    | Greg Lewis         | Australia               | 20"7            | 20"71           | Q    |
| 2    | Ralph Banthorpe    | Gran Bretagna           | 20"7            | 20"73           | Q    |
| 3    | Nikolaj Ivanov     | Unione Sovietica        | 20"7            | 20"78           | Q    |
| 4    | Pedro Grajales     | Colombia                | 21"0            | 21"07           | Q    |
| 5    | Gert Metz          | Germania Ovest          | 21"2            | 21"24           |      |
| 6    | Carl Plaskett      | Isole Vergini Americane | 21"2            | 21"29           |      |
| 7    | Cristóbal Corrales | Honduras                | 23"9            | 23"93           |      |

### Quarti di finale
| Pos. | Atleta                   | Nazione       | Tempo ufficiale | Tempo elettrico | Nota |
| ---- | ------------------------ | ------------- | --------------- | --------------- | ---- |
| 1    | John Carlos              | Stati Uniti   | 20"6            | 20"69           | Q    |
| 2    | Greg Lewis               | Australia     | 20"8            | 20"81           | Q    |
| 3    | Dick Steane              | Gran Bretagna | 20"8            | 20"81           | Q    |
| 4    | Manikavasagam Jegathesan | Malaysia      | 21"0            | 21"01           | Q    |
| 5    | Julius Sang              | Kenya         | 21"0            | 21"04           |      |
| 6    | Jacques Carette          | Francia       | 21"1            | 21"15           |      |
| 7    | Edwin Johnson            | Bahamas       | 21"4            | 21"41           |      |
| 8    | Harry Jerome             | Canada        | 21"4            | 21"43           |      |

| Pos. | Atleta                | Nazione           | Tempo ufficiale | Tempo elettrico | Nota |
| ---- | --------------------- | ----------------- | --------------- | --------------- | ---- |
| 1    | Peter Norman          | Australia         | 20"4            | 20"44           | Q    |
| 2    | Jochen Eigenherr      | Germania Ovest    | 20"5            | 20"53           | Q    |
| 3    | Fernando Acevedo      | Perù              | 20"7            | 20"78           | Q    |
| 4    | Iván Moreno           | Cile              | 20"8            | 20"83           | Q    |
| 5    | Charles Asati         | Kenya             | 20"8            | 20"84           |      |
| 6    | Livio Berruti         | Italia            | 21"0            | 21"01           |      |
| 7    | Winston Short         | Trinidad e Tobago | 21"5            | 21"51           |      |
| 8    | Rajalingam Gunaratnam | Malaysia          | 21"5            | 21"52           |      |

| Pos. | Atleta                | Nazione           | Tempo ufficiale | Tempo elettrico | Nota  |
| ---- | --------------------- | ----------------- | --------------- | --------------- | ----- |
| 1    | Tommie Smith          | Stati Uniti       | 20"2            | 20"28           | [ 2 ] |
| 2    | Edwin Roberts         | Trinidad e Tobago | 20"4            | 20"50           | Q     |
| 3    | Edward Romanowski     | Polonia           | 20"8            | 20"85           | Q     |
| 4    | Nikolaj Ivanov        | Unione Sovietica  | 20"8            | 20"90           | Q     |
| 5    | David Ejoke           | Nigeria           | 20"9            | 20"99           |       |
| 6    | Andrés Calonge        | Argentina         | 21"0            | 21"03           |       |
| 7    | Hansruedi Wiedmer     | Svizzera          | 21"4            | 21"42           |       |
| 8    | Miguel Angel González | Messico           | 21"5            | 21"57           |       |

| Pos. | Atleta            | Nazione          | Tempo ufficiale | Tempo elettrico | Nota |
| ---- | ----------------- | ---------------- | --------------- | --------------- | ---- |
| 1    | Mike Fray         | Giamaica         | 20"3            | 20"39           | Q    |
| 2    | Larry Questad     | Stati Uniti      | 20"5            | 20"54           | Q    |
| 3    | Roger Bambuck     | Francia          | 20"6            | 20"63           | Q    |
| 4    | Ralph Banthorpe   | Gran Bretagna    | 20"8            | 20"83           | Q    |
| 5    | James Addy        | Ghana            | 20"9            | 20,90           |      |
| 6    | Valentin Maslakov | Unione Sovietica | 20"9            | 20"96           |      |
| 7    | Pedro Grajales    | Colombia         | 21"0            | 21"05           |      |
| 8    | Bernard Nottage   | Bahamas          | 21"5            | 21"53           |      |

### Semifinali
| Pos. | Atleta           | Nazione          | Tempo ufficiale | Tempo elettrico | Nota            |
| ---- | ---------------- | ---------------- | --------------- | --------------- | --------------- |
| 1    | John Carlos      | Stati Uniti      | 20"1            | 20"12           | Record olimpico |
| 2    | Peter Norman     | Australia        | 20"2            | 20"22           | Q               |
| 3    | Mike Fray        | Giamaica         | 20"4            | 20"46           | Q               |
| 4    | Roger Bambuck    | Francia          | 20"4            | 20"47           | Q               |
| 5    | Iván Moreno      | Cile             | 20"8            | 20"84           |                 |
| 6    | Dick Steane      | Gran Bretagna    | 20"8            | 20,85           |                 |
| 7    | Nikolaj Ivanov   | Unione Sovietica | 20"8            | 20"89           |                 |
| 8    | Fernando Acevedo | Perù             | 20"8            | 20"91           |                 |

| Pos. | Atleta                   | Nazione           | Tempo ufficiale | Tempo elettrico | Nota  |
| ---- | ------------------------ | ----------------- | --------------- | --------------- | ----- |
| 1    | Tommie Smith             | Stati Uniti       | 20"1            | 20"14           | [ 2 ] |
| 2    | Edwin Roberts            | Trinidad e Tobago | 20"4            | 20"44           | Q     |
| 3    | Larry Questad            | Stati Uniti       | 20"4            | 20"48           | Q     |
| 4    | Jochen Eigenherr         | Germania Ovest    | 20"4            | 20"49           | Q     |
| 5    | Greg Lewis               | Australia         | 20"5            | 20"53           |       |
| 6    | Edward Romanowski        | Polonia           | 20"7            | 20"80           |       |
| 7    | Ralph Banthorpe          | Gran Bretagna     | 20"8            | 20"88           |       |
| 8    | Manikavasagam Jegathesan | Malaysia          | 21"0            | 21"05           |       |

### Finale
| Pos.    | Corsia | Atleta           | Età | Nazione           | Tempo ufficiale | Tempo elettrico | Nota                              |
| ------- | ------ | ---------------- | --- | ----------------- | --------------- | --------------- | --------------------------------- |
| Oro     | 3      | Tommie Smith     | 24  | Stati Uniti       | 19"8            | 19"83           | Record mondiale · Record olimpico |
| Argento | 6      | Peter Norman     | 26  | Australia         | 20"0            | 20"06           |                                   |
| Bronzo  | 4      | John Carlos      | 23  | Stati Uniti       | 20"0            | 20"10           |                                   |
| 4       | 8      | Edwin Roberts    | 27  | Trinidad e Tobago | 20"3            | 20"34           |                                   |
| 5       | 2      | Roger Bambuck    | 22  | Francia           | 20"5            | 20"51           |                                   |
| 6       | 5      | Larry Questad    | 25  | Stati Uniti       | 20"6            | 20"62           |                                   |
| 7       | 1      | Mike Fray        | 21  | Giamaica          | 20"6            | 20"63           |                                   |
| 8       | 7      | Jochen Eigenherr | 21  | Germania Ovest    | 20"6            | 20"66           |                                   |